# Armand Désiré de Vignerot du Plessis
Armand Désiré de Vignerot du Plessis de Richelieu vojvoda  d’Aiguillon in d’Agenois, francoski plemič in politik, * 31. oktober 1761, Pariz, Francija, † 4. maj 1800, Hamburg.
Bil je bil član francoske narodne skupščine leta 1789 in eden prvih plemičev, ki je podprl tretji stan in se odrekel plemiškim privilegijem. Postal je general v republikanski vojski, a je moral pobegniti v času jakobinskega velikega terorja.